# Доња Воћа
Доња Воћа је насељено место и седиште општине у Вараждинској жупанији, Хрватска. До територијалне реорганизације у Хрватској налазила се у саставу бивше велике општине Иванец.

## Становништво
На попису становништва 2011. године, општина Доња Воћа је имала 2.443 становника, од чега у самој Доњој Воћи 1.059.

## Попис1991.
На попису становништва 1991. године, насељено место Доња Воћа је имало 1.231 становника, следећег националног састава:
| Попис 1991.‍   | Попис 1991.‍  | Попис 1991.‍ | Попис 1991.‍ | Попис 1991.‍ |
| ------------- | ------------ | ----------- | ----------- | ----------- |
|               |              |             |             |             |
| Хрвати        | Хрвати       |             | 1.207       | 98,05%      |
| Словенци      | Словенци     |             | 3           | 0,24%       |
| Италијани     | Италијани    |             | 1           | 0,08%       |
| Немци         | Немци        |             | 1           | 0,08%       |
| Руси          | Руси         |             | 1           | 0,08%       |
| Русини        | Русини       |             | 1           | 0,08%       |
| Срби          | Срби         |             | 1           | 0,08%       |
| Црногорци     | Црногорци    |             | 1           | 0,08%       |
| неопредељени  | неопредељени |             | 3           | 0,24%       |
| непознато     | непознато    |             | 12          | 0,97%       |
| укупно: 1.231 |              |             |             |             |